# 오미타카시마역
오미타카시마역(일본어: 近江高島駅, おうみたかしまえき)은 일본 시가현 다카시마시에 있는 서일본 여객철도의 철도역이다.

## 역 구조
상대식 승강장으로 2면 2선 형태의 고가역이다. 가타타역 관할권에 있으며, 역 업무는 JR 서일본 교통 서비스가 대신 하고 있다. 이코카 및 제휴 교통카드의 사용이 가능하다.

### 승강장
| 1 | ■ 고세이 선 | 오미이마즈 · 쓰루가 방면 |
| 2 | ■ 고세이 선 | 가타타 · 교토            |

## 역사
- 1974년 7월 20일 - 고세이 선 개통에 따라 개업하였다.
- 1987년 4월 1일 - 민영화에 따라 서일본 여객철도의 소속이 되었다.
- 2006년 10월 21일 - 이코카의 사용이 개시되었다.

## 인접역
| 서일본 여객철도          | 서일본 여객철도 | 서일본 여객철도          |
| ------------------------ | --------------- | ------------------------ |
| 기타코마쓰 야마시나 방면 | ■ 고세이 선     | 아도가와 오미시오쓰 방면 |